# George Costakis
George Costakis (griechisch Γεώργιος Κωστάκης Geórgios Kostákis; russisch Георгий Дионисович Костаки Georgi Dionissowitsch Kostaki; * 5. Juli 1913 in Moskau; † 9. März 1990 in Athen) war ein griechischer Kunstsammler.

## Leben
Seine Eltern stammten von der Insel Zakynthos und hatten sich als Kaufleute in Moskau niedergelassen. George Costakis wuchs in einem großbürgerlichen Umfeld auf. Nach der Revolution verlor die Familie einen Großteil ihres Besitzes, genoss jedoch weiterhin großes Ansehen, da der Bruder von George ein berühmter Motorradrennfahrer war. Nach dessen Unfalltod verschlechterte sich die wirtschaftliche Lage der Familie rapide, der Vater starb ein Jahr darauf. Wenngleich im elterlichen Haushalt nur wenige Kunstwerke hingen, entwickelte George Costakis ein Interesse an Kunst, allem voran am Historismus. Auch im sowjetischen Russland war es möglich, Kunst zu besitzen und zu sammeln, so dass Costakis einerseits selbst sammelte, andererseits als Experte zahlreicher Meister angesehen war.
Costakis nahm eine Festanstellung bei der griechischen Botschaft an und war dort bis 1939 als Chauffeur tätig. Als aufgrund des deutsch-sowjetischen Paktes die Beziehungen abbrachen, bot ihm Graf von Schulenburg eine Einstellung in der deutschen Botschaft an, die Costakis ablehnte, da er die deutsch-sowjetischen Beziehungen für instabil hielt. Er arbeitete für die britische und dann für die schwedische Botschaft, die ihm jedoch nur eine kostenlose Wohnung in der Botschaft und einen diplomatischen Pass als Vergütung anboten. Er war also wieder auf den Kunsthandel angewiesen, entwickelte jedoch eine persönliche Ablehnung für die Kunst des Historismus. Seine Erwerbungen umfassten niederländische Meister und Werke von Pablo Picasso und Henri Matisse.
Ein achtlos weggeworfenes konstruktivistisches Bild von Olga Rozanova weckte 1946 sein Interesse an der Kunst der Russischen Avantgarde, die er weitestgehend nur aus Büchern und Erzählungen kannte. Im Westen hatte sich das Interesse vornehmlich auf Kandinsky und Chagall beschränkt. Costakis begann, bei Familien und Nachkommen der Avantgarde-Künstler Werke zu suchen, zu kaufen und deren Kontext zu erforschen. Einen Chagall entdeckte er angenagelt als Ersatz für eine zerbrochene Fensterscheibe, die einzige erhaltene Installation von Rodschenko bereits zu Feuerholz zerkleinert. Ein Werk, das er von der Familie von Ljubow Popowa erwarb, war als Wetterschutz zur Fensterabdeckung im Gebrauch; er durfte es erst mitnehmen, nachdem er auch eine gleich große Sperrholzplatte mitgebracht hatte.
Mitunter distanzierten sich auch Künstler von ihrem früheren Werk und wunderten sich über sein Interesse; für einige Künstler war er die einzige Einkommensquelle. Von der Familie verlangte er große Opfer, um möglichst viele Kunstwerke zu retten. Das Auto wurde ebenso verkauft wie der Familienschmuck und der Pelzmantel. Seine teuerste Anschaffung war eines der 35 Werke von Kandinsky, die er besaß; er kaufte es für $600.
George Costakis wechselte von den unbezahlten Stellen zu einer Festanstellung in der kanadischen Botschaft, wo er als ehrliche und spontane Person sehr geschätzt wurde. In den 1960er Jahren öffnete er seine Wohnung auch für Besucher. Sie wurde ein Treffpunkt von Moskauer Intellektuellen. In den 1970er Jahren hatte seine Sammlung Weltruhm erlangt. Viele Diplomaten, die nach Moskau kamen, besuchten auch seine Sammlung, so Edward Kennedy, David Rockefeller und Friedrich Wilhelm Christians von der Deutschen Bank. Die Begegnung Christians mit Costakis spielte später eine bedeutende Rolle für die Kulturaktivitäten der Bank.
Costakis bezeichnete Russland als „seine Mutter“ und lehnte eine Ausreise wiederholt ab. Dies änderte sich, als sich Einbrüche in seiner Wohnung häuften und er um seine Sammlung bangte. Er entschied sich, die Sowjetunion nach seiner Pensionierung zu verlassen. Zur Bedingung seiner Ausreise wurde gemacht, dass er 80 % seiner Sammlung zurücklassen sollte. Für diese wurde die Staatsgalerie moderner Kunst im Gorki-Park errichtet. Heute befinden sich die Werke in der staatlichen Tretjakow-Galerie.
Als er 1977 ausreiste, besaß er die größte Sammlung russischer Avantgarde-Kunst außerhalb Russlands, kein Museum besaß eine annähernd bedeutende Sammlung. Er starb 1990 in seiner Athener Mietwohnung, jedoch erst 1996 kaufte der griechische Staat die Sammlung zur Ausstellung von den Erben. Costakis gilt heute als eine der wichtigsten Sammlerpersönlichkeiten des 20. Jahrhunderts.

## Umfang der Sammlung

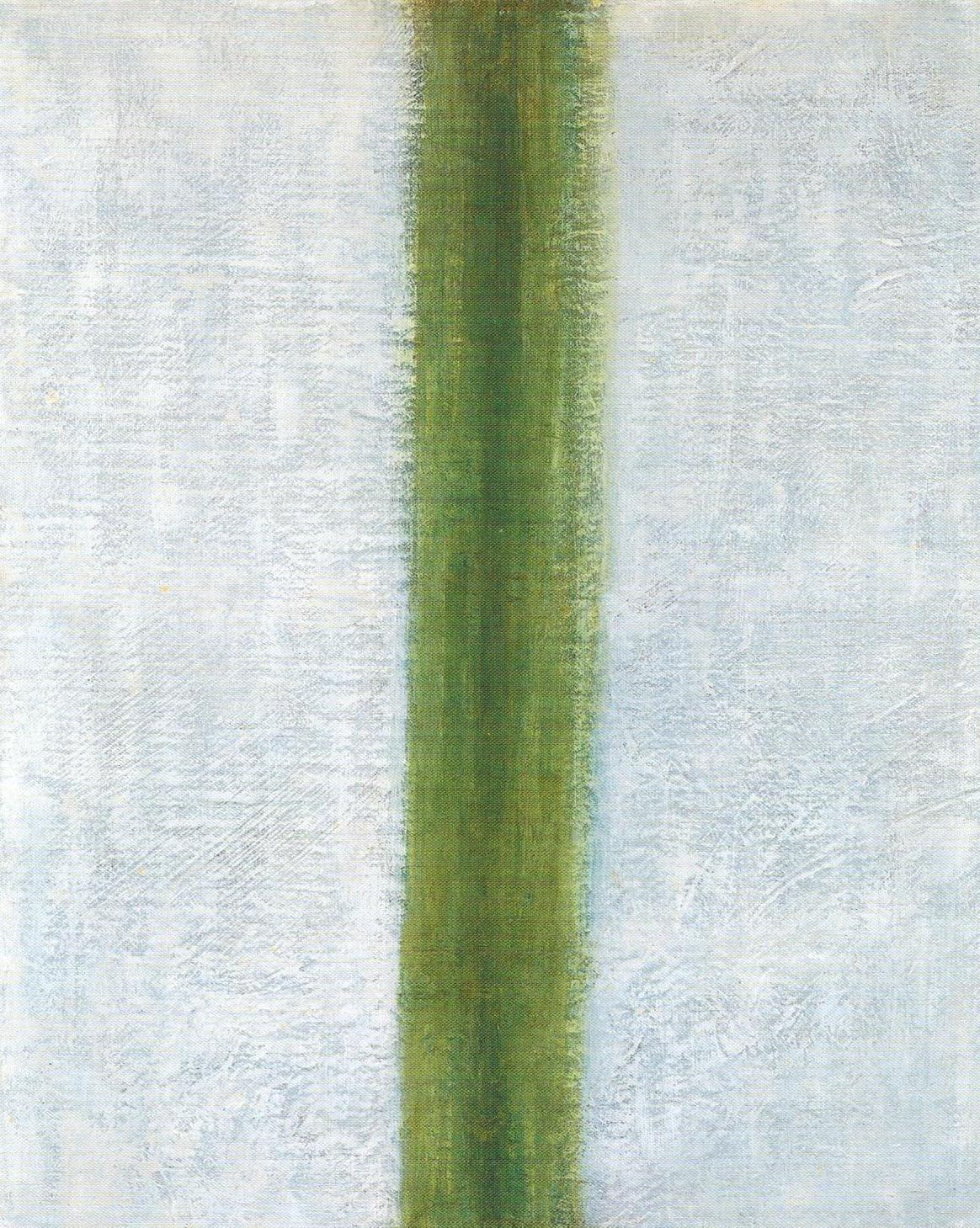
„Der grüne Streifen“ von Olga Rozanowa

Die Sammlung umfasst fast alle führenden Künstler der russischen Avantgarde, darunter:
- Marc Chagall
- El Lissitzky
- Wassily Kandinsky
- Gustavs Klucis
- Iwan Kljun
- Kasimir Malewitsch
- Ljubow Popowa
- Alexander Rodtschenko
- Nikolai Suetin
- Wladimir Tatlin
- Nadeschda Udalzowa
- Alexander Nikolajewitsch Wolkow

Später sammelte er auch zeitgenössische Werke, wie die Bilder von Anatoli Swerew, Dmitri Plawinski und Dmitri Krasnopewzew. Als er die Sowjetunion verließ, musste er die Hälfte seiner Sammlung dort lassen. Heute bilden diese Werke den Grundstock der konstruktivistischen Abteilung der staatlichen Tretjakow-Galerie.

## Die Sammlung heute
Neben den Werken, die Costakis in Russland ließ, befindet sich seit 1997 in Thessaloniki ein bedeutender Teil der Sammlung. Der griechische Staat kaufte diese anlässlich der Gründung des Museums für zeitgenössische Kunst. Ausgestellt wird sie heute im ehemaligen katholischen Lazaristenkloster.

## Ausstellungen aus der Sammlung
- 1974 Leihgaben aus der Sammlung George Costakis für die Ausstellung: Von der Fläche zum Raum, Russland 1916-24, Galerie Gmurzynska
- 1977 Sammlung Costakis, Kunstmuseum Düsseldorf, Düsseldorf
- 1981 Art of the Avant-Garde in Russia, Solomon R. Guggenheim Museum, New York City
- 1992 Die große Utopie. Die russische Avantgarde 1915–1932. Schirn Kunsthalle, Frankfurt am Main, 1. März bis 10. Mai 1992
- 1995 "The Russian Avant-garde. George Costakis collection", Nationalgalerie, Athen
- 1995 Berlin-Moskau/Moskau-Berlin, Ausstellung, unterstützt von der Deutschen Bank
- 1997 Russian Avant-Garde from the Collection of G.D. Costakis, Tretjakow-Galerie, Moskau
- 2000 Amazons of the Avant-Garde, Guggenheim Wanderausstellung: Berlin, London, Venedig, Bilbao.
- 2004 Licht und Farbe in der russischen Avantgarde, Martin-Gropius-Bau, Berlin, 30. November 2004 bis 10. Januar 2005
- 2005 Licht und Farbe in der russischen Avantgarde, MUMOK Wien, 18. Februar bis 29. Mai 2005
- 2008 "Lost Vanguard Found", Staatliches Museum für zeitgenössische Kunst, Thessaloniki
- 2008 "Vers de Nouveaux Rivages", Musée Maillol, Paris
- 2009 Rodchenko and Popova: Defining Constructivism, Tate Gallery, London, 12. Februar bis 17. Mai 2009
- 2012 Baumeister der Revolution. Sowjetische Kunst und Architektur 1915–1935, Martin-Gropius-Bau, Berlin, 5. April bis 9. Juli 2012
- 2013 Malewitsch und die russische Avantgarde. Stedelijk Museum, Amsterdam. 19. Oktober 2013 bis 2. Februar 2014

## Bibliographie
- Peter Roberts: George Costakis – A Russian Life in Art. Carleton University Press, 1994, ISBN 0-88629-206-9.
- Karl Schlögel: Das sowjetische Jahrhundert – Archäologie einer untergegangen Welt. C.H.Beck, 2017, ISBN 978-3-406-74831-8, S. 779–794.
- Angelica Zander Rudenstine mit einem Vorwort von S. Frederick Starr: Russische Avantgarde-Kunst aus der Sammlung George Costakis. DuMont, Köln 1981, ISBN 3-7701-1390-X.
- Licht und Farbe in der russischen Avantgarde. Light and Colour in the Russian Avant-Garde. DuMont, Köln 2004, ISBN 3-8321-7404-4. (Ausstellungskatalog, deutsch und englisch).